# Sokolov
Sokolov (németül: Falkenau an der Eger) város Csehország Karlovi Vary-i kerületének Sokolovi járásában.

## Története
Első írásos említése 1279-ből ismert.

## Városrészek
- Sokolov
- Hrušková (Birndorf)
- Novina (Grün)
- Vítkov (Wudingrün)

## Látnivalók
- Középkori eredetű vár

## Testvérvárosai
- Saalfeld, Németország
- Schwandorf, Németország

## Népesség
A település népessége az elmúlt években az alábbi módon változott:
| Lakosok száma | 4370 | 6530 | 10 151 | 8977 | 28 523 | 25 081 | 23 546 | 23 241 | 22 097 | 22 155 |
|               | 1869 | 1890 | 1921   | 1950 | 1980   | 2001   | 2017   | 2019   | 2022   | 2024   |